# Kaple svaté Barbory (Olomouc)
Kaple sv. Barbory je barokní kaple v románské okrouhlé věži přemyslovského paláce v areálu bývalého olomouckého  hradu, který je národní kulturní památkou.

## Historie

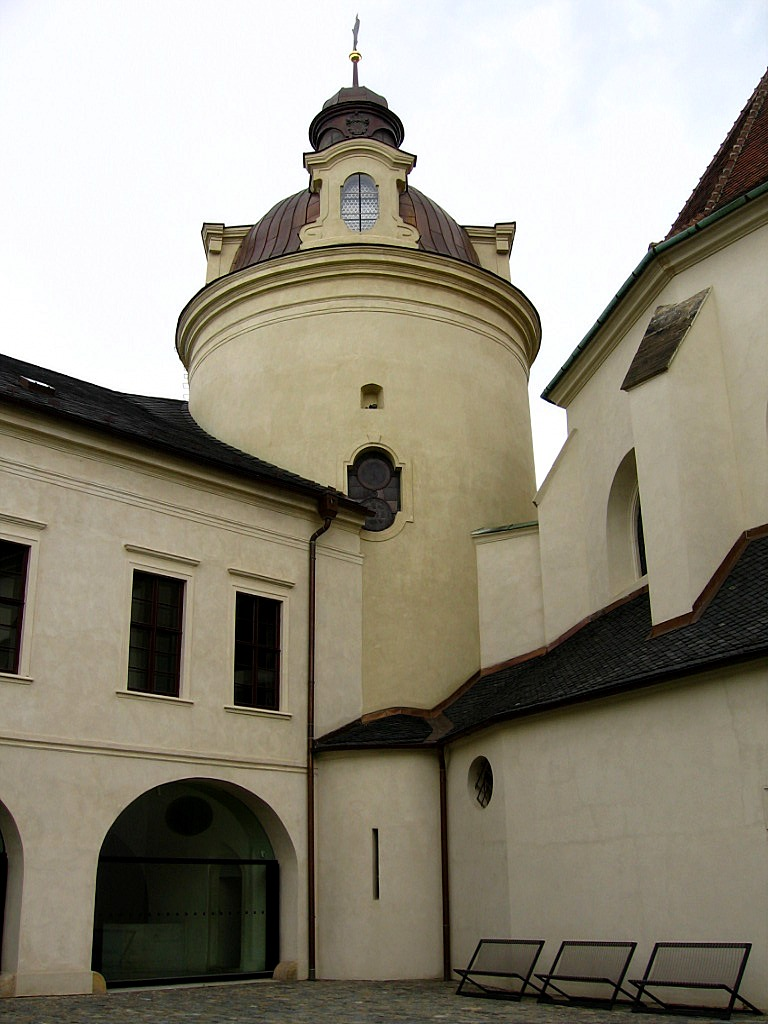
Pohled na kapli sv. Barbory z nádvoří kapitulního děkanství

Okrouhlá věž s kaplí sv. Barbory se nachází ve strategickém místě bývalého olomouckého hradu. Byla postavena jako románská obytná věž v polovině 12. století. Na přelomu 12. a 13. století se stala součástí tzv. Nového hrádku, sídla markraběte. S raně gotickou  hradbou navazující na její západní stranu byla součástí  městského opevnění.  V 15. a 16. století bylo k věži přistavěno vřetenovité schodiště a prolomena nová okna na severní a jižní straně. Po roce 1535 byla začleněna do kapitulního děkanství. 
V polovině 18. století  za děkana Glandorfa  prošla věž barokní přestavbou.  Byla v ní nově vytvořena tři podlaží (z toho jedno podzemní). V nejvyšším podlaží vznikla v roce 1762 barokní soukromá prelátská kaple sv. Barbory. Po několika letech přestala sloužit svému účelu a  do 2. poloviny 19. století celý objekt věže značně zchátral. Kaple byla obnovena v rámci úprav  děkanské rezidence, které započaly po nástupu děkana Roberta Lichnovského v roce 1868. Byla provedena výmalba stěn a štuková výzdoba, kaple dostala novorenesanční vzhled. Slavnostní vysvěcení kaple se konalo 16. července 1876.   Zasvěcení kaple sv. Barboře souvisí s osudem světice, kterou její otec věznil ve věži. 
Kaple byla renovována v letech 1975–1976 dílnou Umělecká řemesla Brno. Nástěnné malby byly přitom zcela přemalovány, přičemž však slohově i tvarově byla původní výzdoba respektována. Nepřemalovány zůstaly jen některé části figur z výjevů ze života sv. Barbory dochované v horní části interiéru kaple, naopak zcela nově byly v přízemí namalovány erby biskupů a arcibiskupů. Další restaurátorské práce, při nichž byla tato pozdější přemalba zachována, se uskutečnily v letech 2005–2006 v rámci zřizování  Arcidiecézního muzea. 
Románská okrouhlá věž s kaplí sv. Barbory je od roku 2006 přístupná veřejnosti jako součást expozice Arcidiecézního muzea.

## Popis

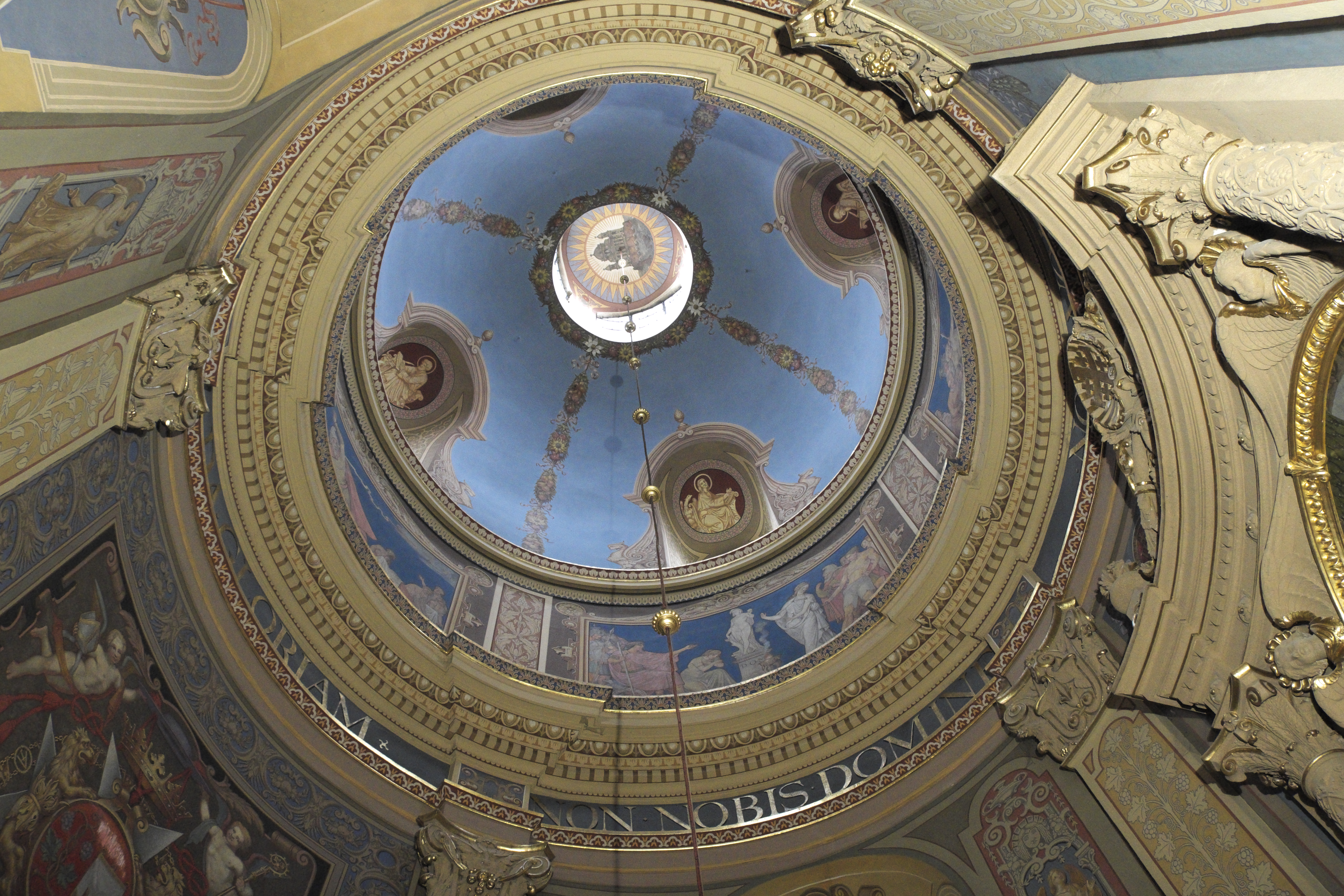
pohled do kupole kaple sv. Barbory

Kaple se nachází ve třetím podlaží okrouhlé hradní věže na severní frontě Václavského náměstí. Ve středověku měla věž kuželovou střechu, v baroku byla nahrazena kupolí s lucernou. Na špičce lucerny se nachází pozlacená plechová figura sv. Barbory.
Výmalba kupole pochází od německého architekta a malíře Franze Storna staršího. Ve stropě lucerny namaloval průčelí kostela sv. Petra. Na ploše kupole jsou v iluzivních vitrážích postavy čtyř evangelistů, v horní části tamburu  čtyři výjevy ze života sv. Barbory. Kopule spočívá na kladí se zalamovanou římsou, kterou nesou pilastry s kompozitními hlavicemi.  Ve vlysu kladí je umístěn latinský nápis s heslem rytířského řádu templářů. Na stěnách kaple jsou namalovány znaky olomouckých církevních hodnostářů a olomouckého arcibiskupství. 
Součástí štukového oltáře pevně osazeného v kapli sv. Barbory je obraz Madony s anděly a  dvěma světci, jehož původ a stáří se nepodařilo určit. Do kaple byl zřejmě pořízen až dodatečně a nese znaky dvorského umění  za vlády císaře Rudolfa II. 